# Più forte del destino
Più forte del destino è un film muto italiano del 1916 diretto da Attilio Fabbri.